# Johan Krouthén
Johan Krouthén (2 de noviembre de 1858-19 de diciembre de 1932) fue un artista sueco. Se separó de las tradiciones de la Academia Sueca, volviéndose al realismo y al idealismo. Inmediatamente después de sus estudios, pasó algunos meses en París y en Dinamarca donde se asoció con los pintores de Skagen. De vuelta en Suecia pintó cuadros de jardines y retratos de la gente local.

## Primeros años

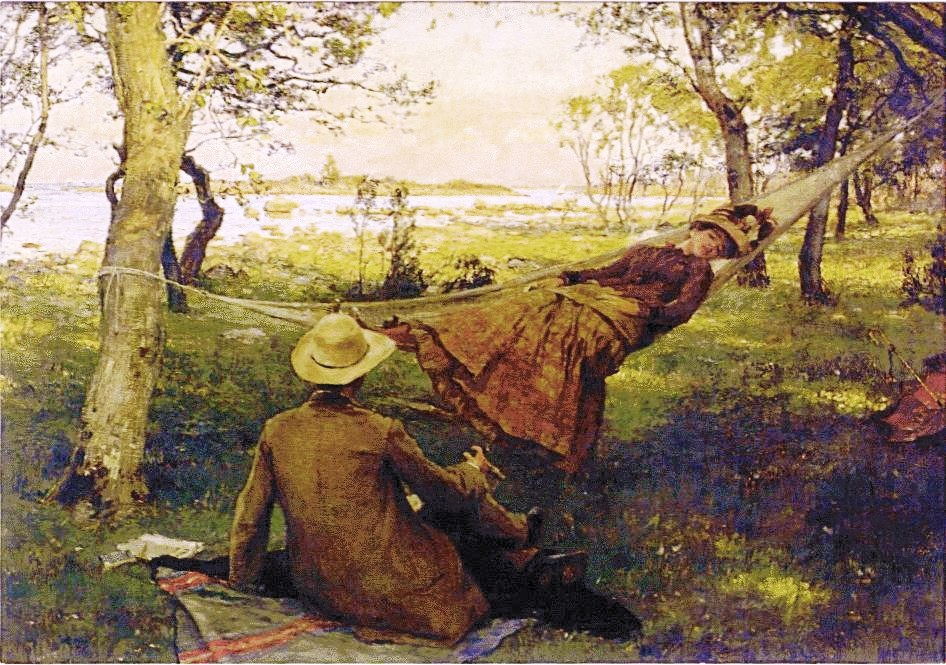
Siesta con la esposa Hulda en la hamaca (1885).

Krouthén, hijo de Conrad Krouthén, comerciante, e Hilda Atkins, nació en Linköping. La familia Krouthén, de Norrköping, había trabajado durante generaciones como peltreros.
Cuando tenía 14 años, Krouthén abandonó la escuela y comenzó un aprendizaje con Svante Leonard Rydholm, un fotógrafo y artista, con quien aprendió las habilidades básicas de la pintura y la fotografía. En 1875, a la edad de 16 años, se unió a la Real Academia Sueca de las Artes en Estocolmo, donde estudió dibujo, pintura de retrato y paisajismo. Además de su educación en la Academia, también recibió las enseñanzas de Edvard Perseus, artista sueco crítico con la Academia que animaba a sus alumnos a pintar de la naturaleza.
Krouthén conoció a Oscar Björck y Anders Zorn quienes también estudiaron en la academia de arte. En el otoño de 1881, cuando el presidente de la Academia, Georg von Rosen, advirtió a Zorn que no seguía el currículo prescrito por la academia, respondió rápidamente que se marcharía. Krouthén, que por casualidad llegó al despacho del presidente en ese momento, también dijo que se iría.

## Carrera

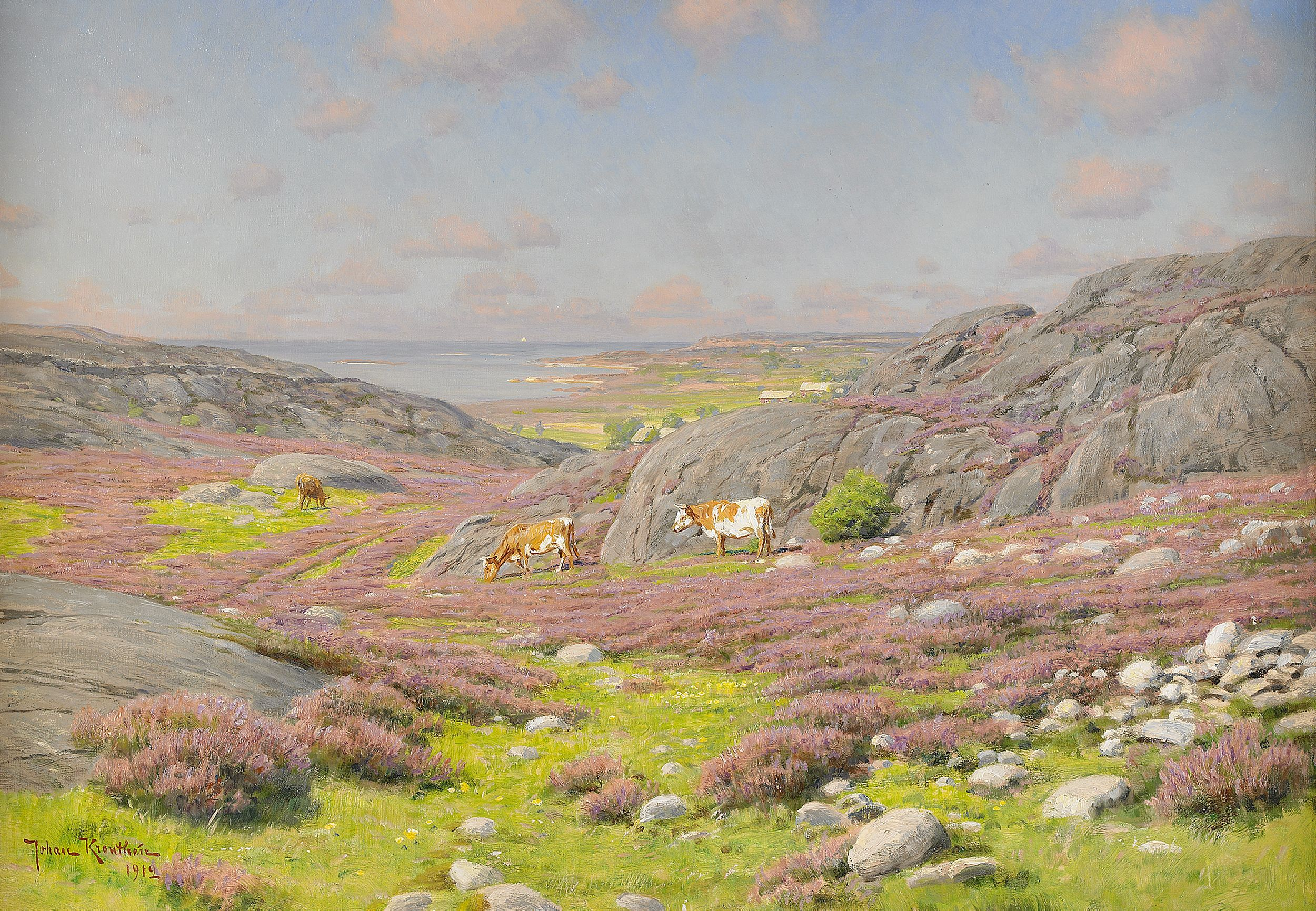
Escena de la costa norte de Halland (1912).

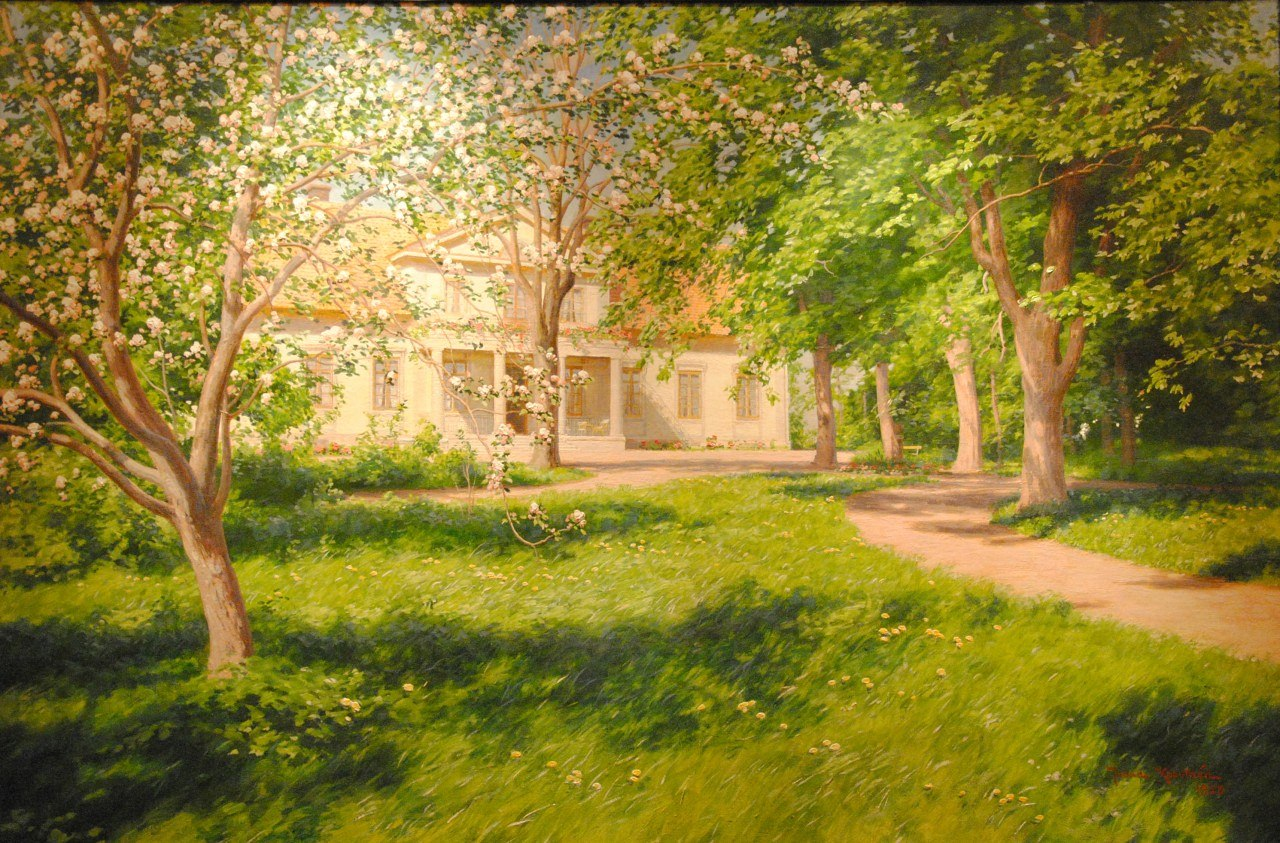
Casa solariega en Harvestad (1923).

En 1881, Krouthén pasó un corto periodo en París, un destino popular para los artistas suecos en la década de 1880, pero pronto volvió a Suecia, donde pintó en Escania y en Bohuslän con sus paisajes rocosos. Su pintura de un paisaje desolado con un muchacho descalzo en una pista de tierra fue expuesta en Estocolmo en 1883, despertando una atención considerable debido a su mirada realista, sin adornos.
En el verano de 1883, se unió a Oscar Björck en Skagen, en el norte de Jutlandia, donde había una pequeña colonia de artistas de Dinamarca, Noruega y Suecia. Se quedó allí desde mayo hasta al menos octubre. Los pintores de Skagen defendieron el naturalismo artístico. En lugar de grupos de pescadores desgastados, Krouthén pintó paisajes de las playas desoladas de Grenen.
Después de Skagen, Krouthén regresó a Linköping y siguió pintando paisajes. En 1884, conoció a Hulda Ottosson, de 18 años de edad, en el Castillo de Linköping, donde estaba en un concurso de belleza[cita requerida]. Se dice que Krouthén estaba cautivado por su belleza y se convirtió en su primer modelo. Se casaron en 1886, pero su primer hijo murió al nacer el mismo año. En 1891, Hulda dio a luz a gemelos, pero murieron durante el parto. No era fácil ganarse la vida con el arte en Linköping, pero Krouthén se aseguró un ingreso organizando una serie de loterías de arte con sus pinturas como premios y pintando jardines privados en la zona.
La pintura Primavera en el jardín (1886) representa el Biskopträdgården de Linköping. Se basa en una fotografía que Krouthén tomó de la escena. La pintura originalmente incluyó a un hombre y a una mujer pero el varón fue repintado y un arbusto de membrillo fue agregado. Cuando se exhibió en el Salón de París en 1889, la pintura mereció una medalla de oro. Varios otros artistas suecos recibieron premios en el Salón, que representó un gran avance para los impresionistas. Una comparación entre la fotografía y la pintura acabada muestra que Krouthén abandonó el realismo en favor del idealismo. No se contentaba con la realidad sin añadir luz y sombra. Cuando se le entrevistó, Krouthén explicó que un pintor debe pintar con habilidad y precisión la naturaleza en su mejor momento.
Durante la década de 1880 comenzó a pintar retratos e interiores. Al igual que en sus pinturas de jardín, sus interiores suelen incluir figuras completamente pasivas. Uno de los más famosos es una pintura que muestra al bibliotecario Erik Hjalmar Segerstéen, en su casa. Segerstéen fue uno de los patrocinadores de Krouthén, y la pintura lo muestra rodeado de su colección de arte, incluyendo obras de Krouthén. Tras la muerte de su esposa Hulda durante el parto en 1891, Krouthén y sus hijos se trasladaron al distrito Gottfridsberg de Linköping. En 1902 se casó con Clara Söderlund. Durante la década de 1890 se hizo cada vez más conocido, recibiendo muchos trabajos de pintura, incluyendo retratos de los famosos de Linköping. También fue contratado para hacer pinturas para iglesias, incluyendo retablos para la iglesia de Kärna, la iglesia de Vånga y la iglesia de San Lorenzo en Linköping.
La carrera posterior de Krouthén, con pinturas de casas de madera rojas y árboles florecientes, eran bastante poco interesante desde el punto de vista artístico. En 1909 se trasladó a Estocolmo con su familia, adquiriendo un estudio en Valhallavägen. Expuso a menudo en Estocolmo pero su clientela principal siguió siendo de la zona de Linköping. En su opinión, el arte moderno y la cultura se han deteriorado tremendamente: "el arte moderno no es ni arte ni moderno, y todos los ismos de los que se habla son bastante inútiles si no son más que una imitación del arte tradicional con un menor nivel de cultura".
A menudo volvió a pintar las mismas escenas y sus esfuerzos para sostener a su familia le hicieron volverse a lo que sus clientes querían. La pérdida de su hermosa esposa Hulda también se dice que había afectado su pintura en los años posteriores a su muerte.
Krouthén volvió a menudo a Linköping. Para el ochenta aniversario del Hotel Stora en 1932, estaba trabajando en una serie de grandes pinturas. Una semana antes de Navidad, sufrió un derrame cerebral y fue encontrado muerto en su habitación del hotel.

## Pinturas
La colección de arte de Erik Hjalmar Segerstéen fue comprada posteriormente por Pehr Swartz, quien la donó al Museo de Arte de Norrköping. El Museo del Condado de Östergötland en Linköping también tiene una gran colección de obras de Krouthén.

## Galería

Los trabajos de Johan Krouthén
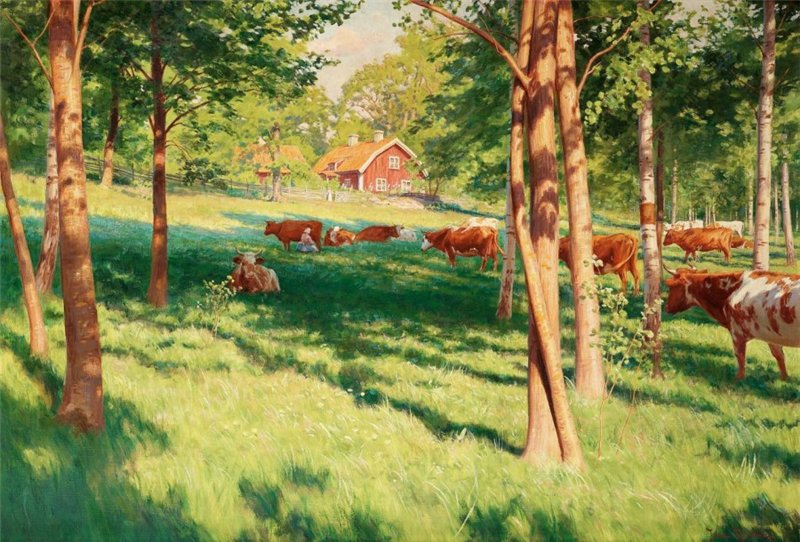
Paisaje.
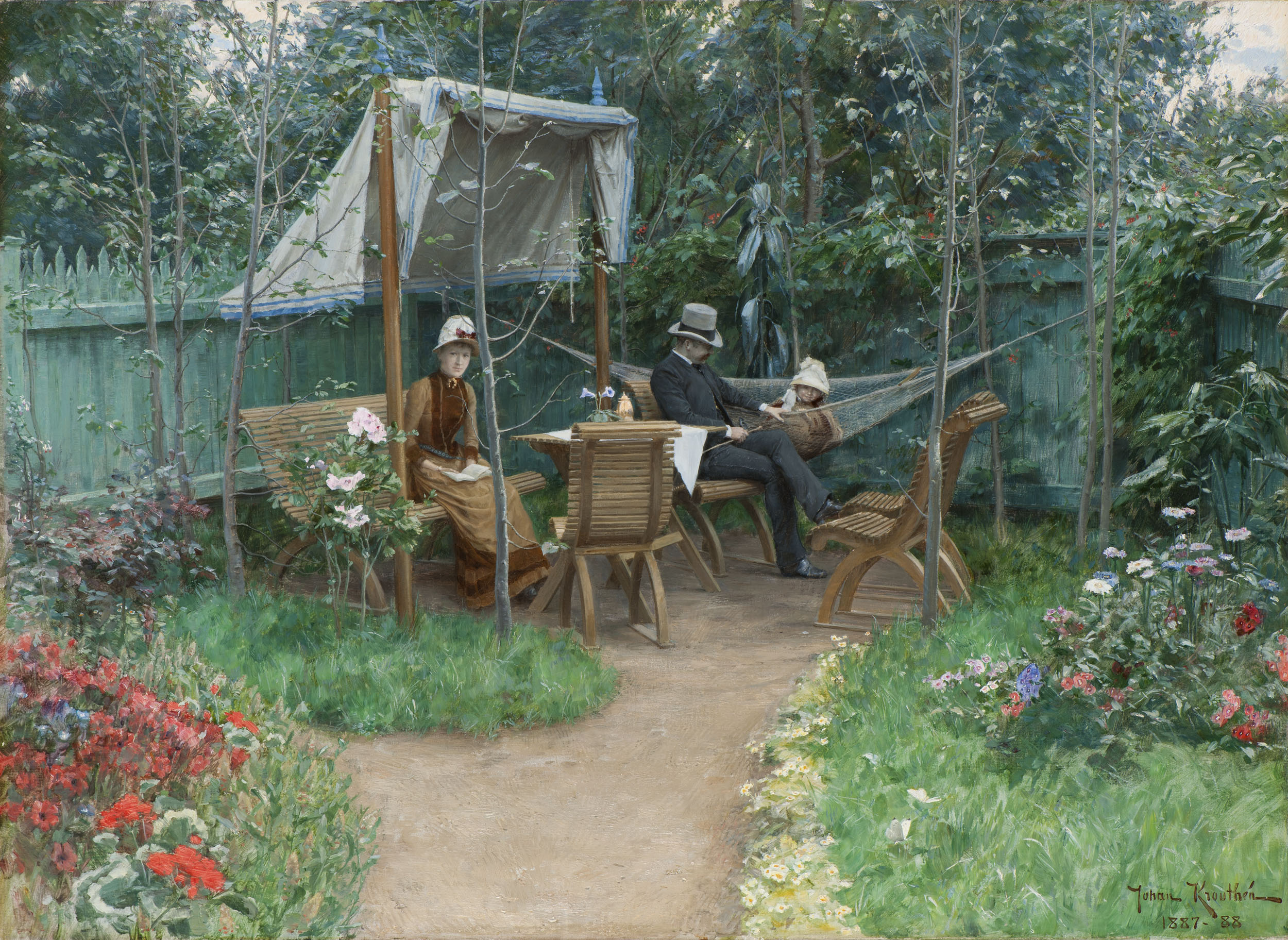
Jardín en Linköping.
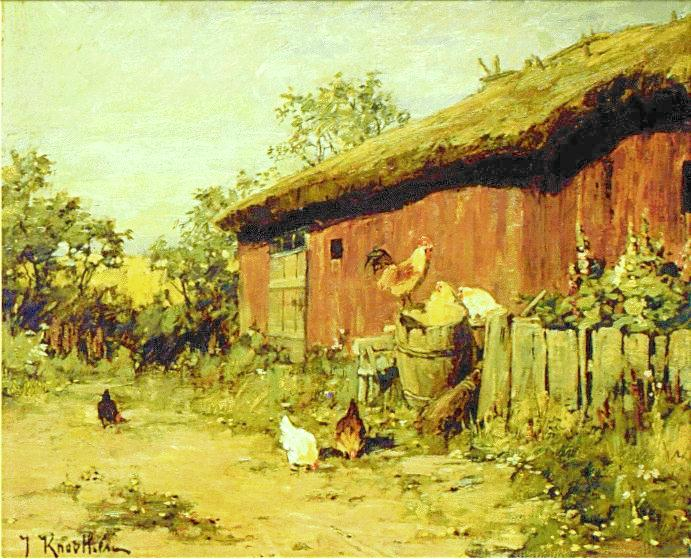
Gallinas detrás del establo (1885)
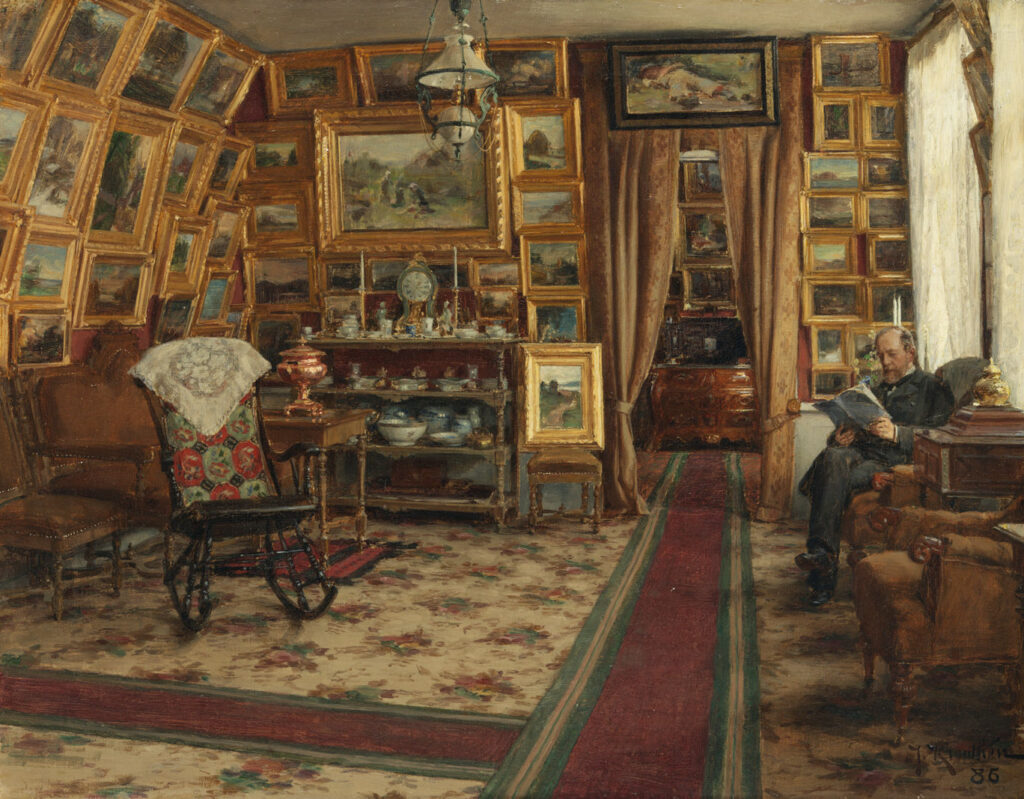
Bibliotecario Segerstéen en su casa (1886)
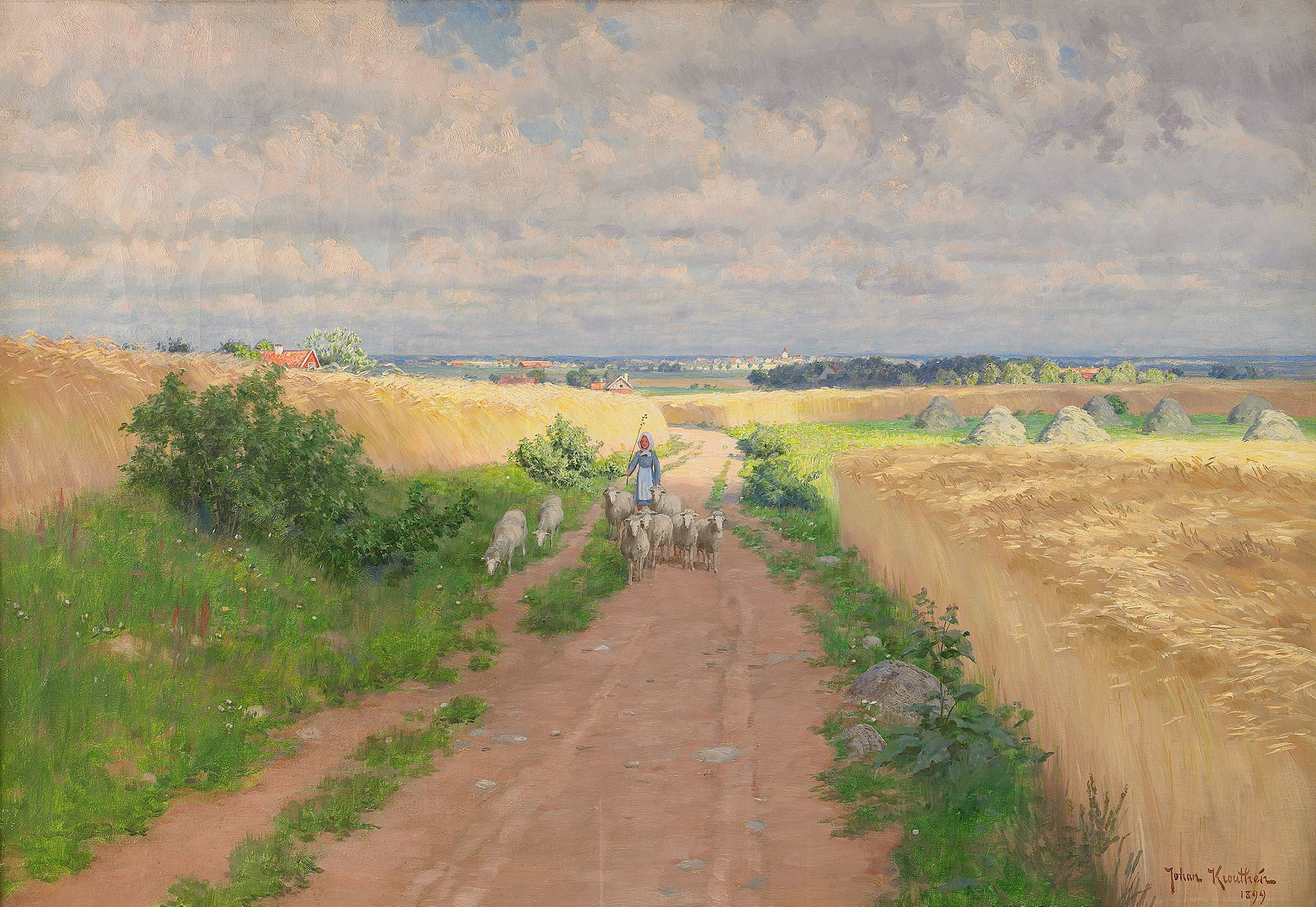
Pastora en el paisaje de verano (1889)
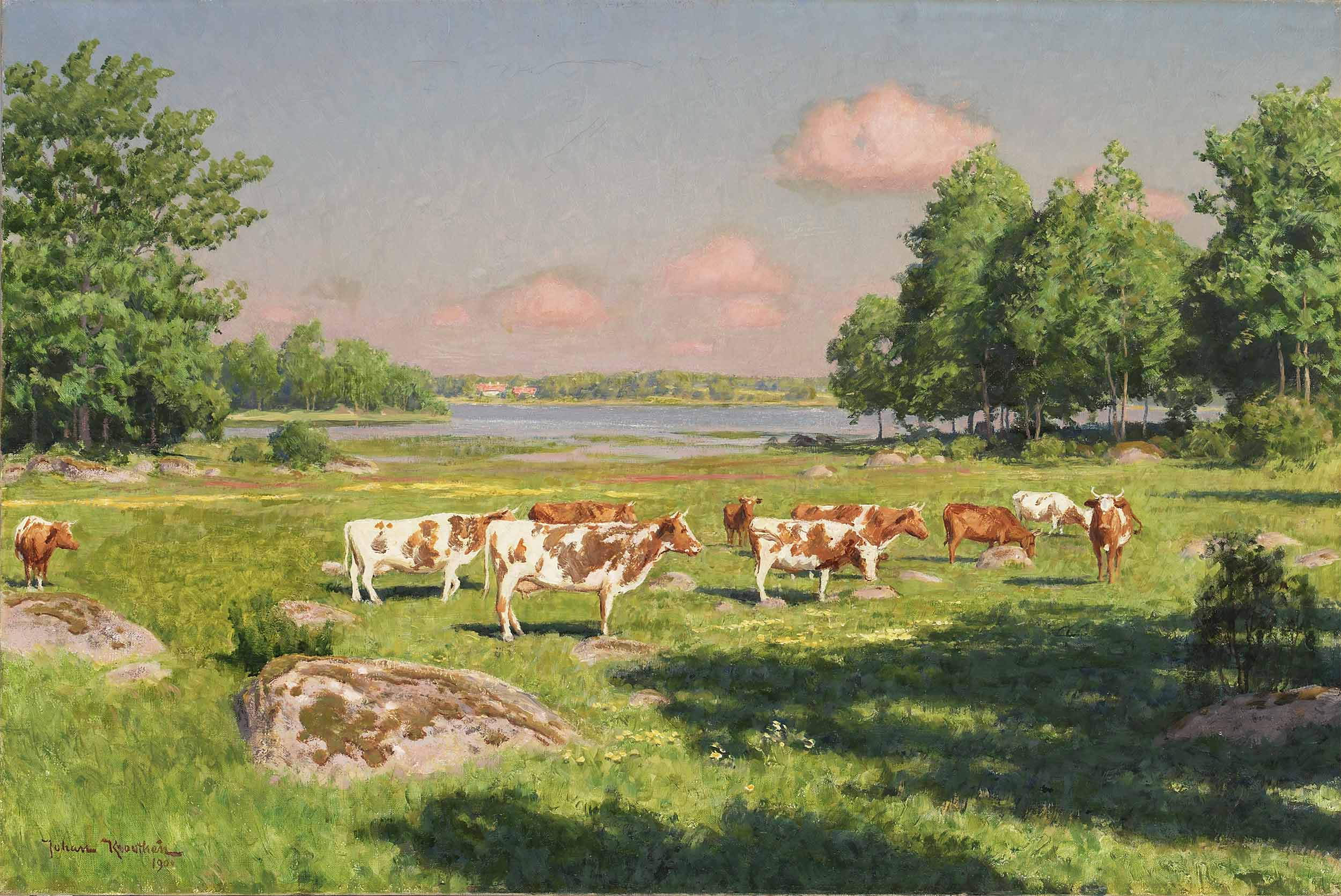
Paisaje de verano con ganado de pastoreo (1901)
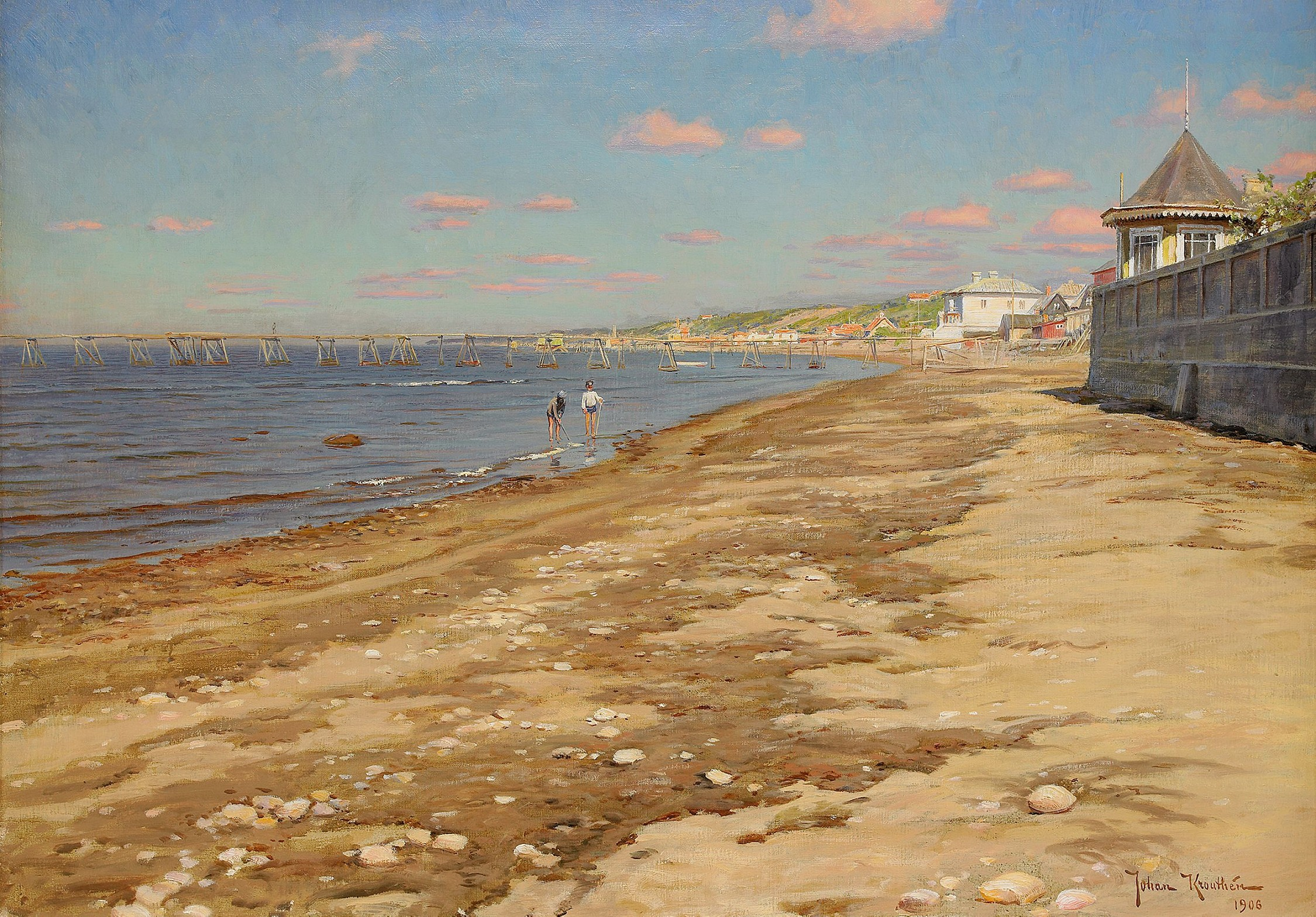
Playa con chicos de baño (1906)
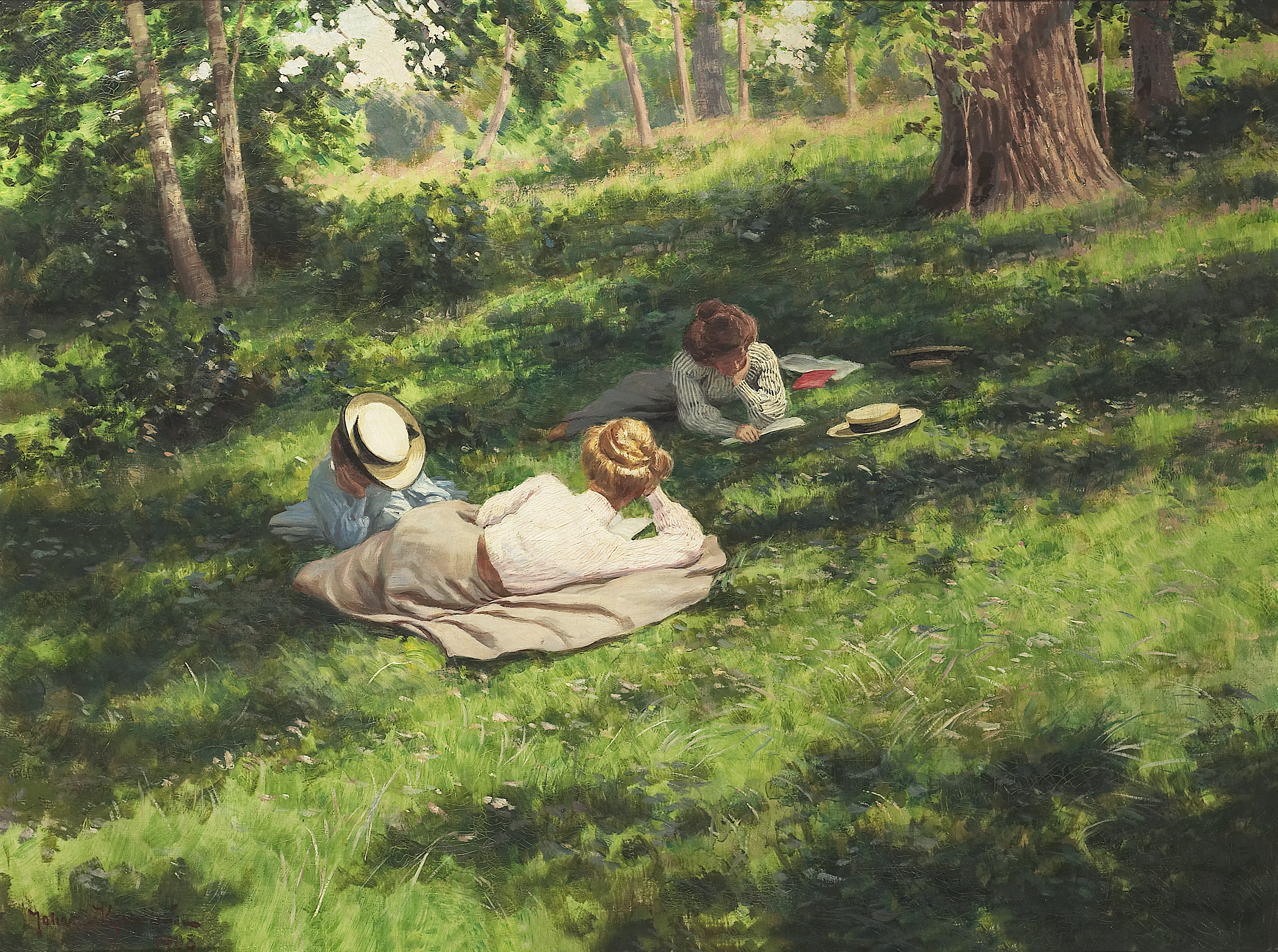
Tres mujeres leyendo en un paisaje de verano (1908)
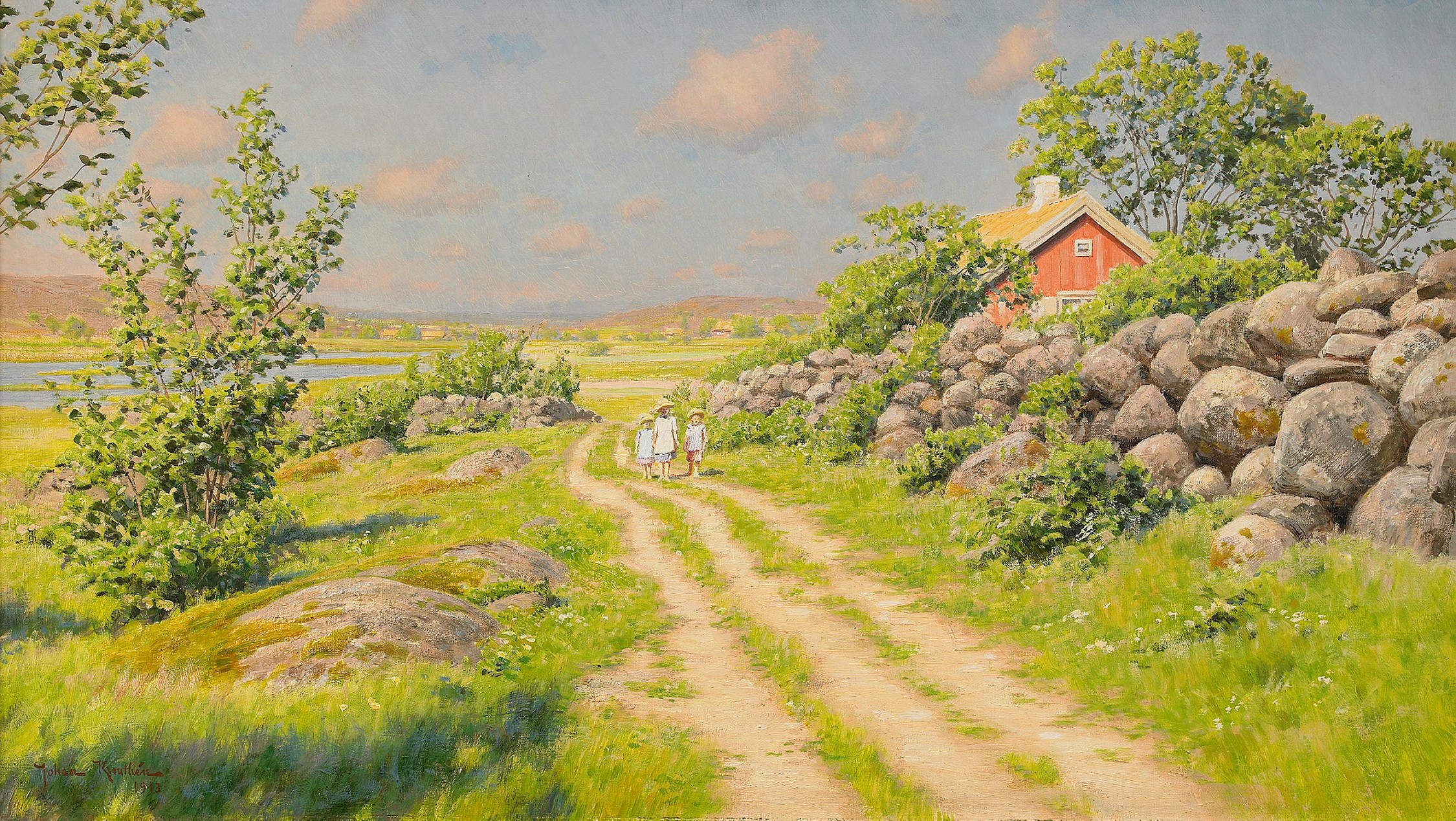
Paisaje de verano con niños errantes (1913)